# Aaron Burr, Sr.

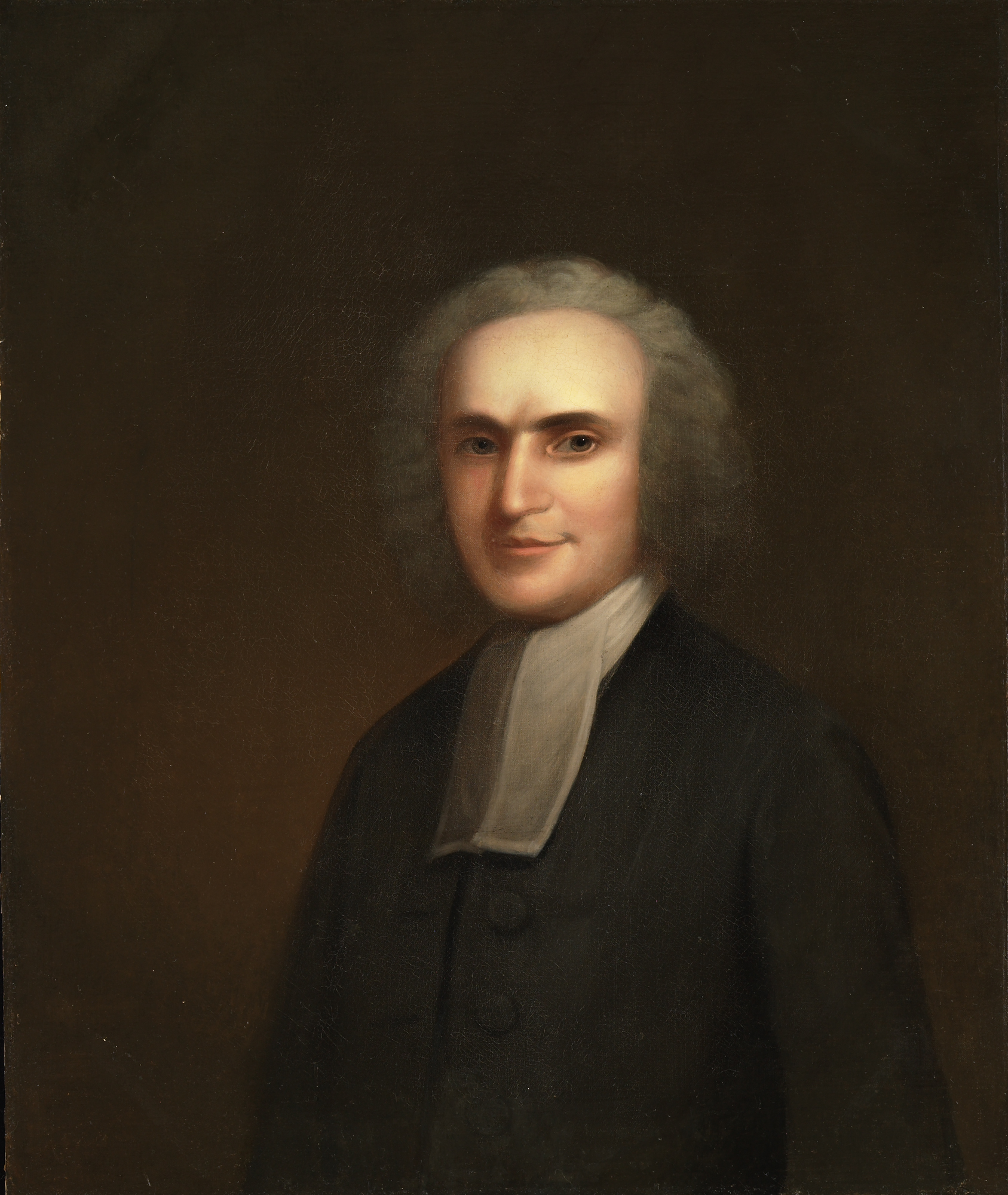
Aaron Burr Sr.

Aaron Burr Sr. (4 de janeiro de 1716 – 24 de setembro de 1757) foi um notável ministro presbiteriano e educador universitário na América colonial. Ele foi um dos fundadores do College of New Jersey (agora Princeton University) e pai de Aaron Burr (1756-1836), o terceiro vice-presidente dos Estados Unidos.

## Biografia
Aaron Burr Sr. nasceu em 1716 e completou seus estudos graduando-se em Yale com honras em 1735. Depois de estudar teologia, foi chamado para Nova Jersey para lecionar em uma escola administrada pela Igreja Presbiteriana. Os movimentos religiosos da época, ligados ao Grande Despertar, levaram-no a fundar, juntamente com o seu amigo Jonathan Dickinson, um colégio que mais tarde seria conhecido como Princeton. No início, apenas duas pessoas ajudam Burr nas aulas ministradas primeiro na casa paroquial e depois na sede do tribunal. Jonathan Dickinson foi nomeado diretor da fundação de Princeton, mas morreu um mês depois e o cargo passou para Burr em 1747. Alguns anos depois, Burr se casa com uma mulher vários anos mais jovem, mas nem o casamento nem os filhos o afastam do ensino, trabalho que ele continua a fazer desinteressadamente e sem receber qualquer remuneração. Somente a expansão do colégio o distanciou dele, obrigando-o a viajar em busca de recursos que pudessem manter a estrutura de pé. Foi no final de uma dessas viagens que adoeceu e faleceu com apenas 41 anos, em 1757. Burr está enterrado no Cemitério de Princeton.

## Trabalhos
- Burr, Aaron. Sermon at the Ordination of David Bostwick. New York, 1745.
- Burr, Aaron. A Discourse Delivered at New-Ark in New Jersey, January 1, 1755. New York, 1755.
- Burr, Aaron. The Watchman's Answer to the Question, What of the Night, & C: A Sermon Preached Before the Synod of New York, Convened at Newark in New Jersey, September 30, 1756. Boston, 1757.
- Burr, Aaron. The Supreme Deity of our Lord Jesus Christ, Maintained. Boston, 1757.
- Burr, Aaron. A Funeral Sermon, Preached at the Interment of Jonathan Belcher, Esg. New York, 1757.